# Julija Aug
Julija Arturowna Aug (ros. Ю́лия Артуровна А́уг; ur. 8 czerwca 1970 w Leningradzie) – radziecka i rosyjska aktorka filmowa i teatralna oraz reżyserka filmowa i teatralna.

## Przodkowie
Babka Juliji ze strony ojca pochodziła z rodziny szwedzkich baronów Klettenbergów, zaś dziadek, Оskar Aug, był Estończykiem. Po rewolucji październikowej 1917 r. został jednym z przywódców Estońskiej Komuny Ludu Pracującego – republiki radzieckiej proklamowanej w Narwie 29 listopada 1918 r. i zlikwidowanej w styczniu 1919 r. wskutek ofensywy wojsk niepodległej Estonii. Po upadku Estońskiej Komuny Oskar Aug przeniósł się wraz z rodziną do Piotrogrodu w Rosyjskiej Federacyjnej Socjalistycznej Republice Radzieckiej, gdzie był działaczem partyjnym, a później pracownikiem NKWD. W 1937 r. został rozstrzelany. Matka pochodzi z Mohylewa (na Białorusi).

## Wczesny okres życia i edukacja
Julija Aug urodziła się 8 czerwca 1970 r. w Leningradzie. Dzieciństwo i pierwsze lata edukacji szkolnej spędziła w Narwie w Estonii. Jej rodzice dużo pracowali, mając niewiele czasu dla córki, w związku z czym była wychowywana przez starszych krewnych. Początkowo planowała zostać archeologiem. Chłopak, z którym przyjaźniła się w szkole, w 1986 r. wyjechał do Leningradu, aby rozpocząć naukę w tamtejszym instytucie teatralnym. Julija towarzyszyła mu w podróży, aby go wspierać. Tak bardzo spodobała jej się atmosfera panująca na uniwersytecie, że również pomyślała o karierze aktorskiej. W 1987 r. ukończyła Gimnazjum nr 1 w Narwie i wyjechała do Leningradu, gdzie złożyła dokumenty w Leningradzkim Państwowym Instytucie Teatru, Muzyki i Kinematografii (ros. ЛГИТМиК, obecnie: Rosyjski Państwowy Instytut Sztuk Scenicznych) w celu rozpoczęcia kształcenia w szkole aktorskiej. W czasie studiów często występowała w filmach, w związku z czym na trzecim roku została zmuszona przerwać edukację. Wkrótce wyjechała do Moskwy, gdzie kontynuowała studia na Rosyjskim Instytucie Sztuki Teatralnej. Stamtąd ponownie wróciła do Leningradu, gdzie w 1993 r. ukończyła studia w instytucie teatralnym. W 2007 r. rozpoczęła studia na Wydziale Reżyserii Wyższej Szkoły Scenarzystów i Reżyserów w Moskwie (ros. Вы́сшие ку́рсы сценари́стов и режиссёров и́мени Г. Н. Дане́лии). Ostatecznie w 2010 r. ukończyła Wydział Reżyserii Rosyjskiego Instytutu Sztuki Teatralnej (w klasie Iosefa Raichelgauza).

## Życie prywatne
Z byłym mężem, Stiepanem Zołotuchnym, ma córkę – Polinę Aug (ur. 21 września 1995 r.). Po rozwodzie Julija zadecydowała, aby przekazać Polinę pod pieczę swoich rodziców. Dziewczynka do 10. roku życia mieszkała z dziadkami w Krasnojarsku, a następnie w Estonii. Po ukończeniu szkoły średniej kontynuowała edukację w Szkole-studio im. W. Niemirowicza-Danczenki przy MChAT im. A. Czechowa w Moskwie, a następnie przeniosła się na Rosyjski Instytut Sztuki Teatralnej (klasa Siergieja Gołomazowa).
Po rozstaniu z mężem Julija związała się uczuciowo z Andriejem, z zawodu programistą, który pomógł jej finansowo, gdy ciężko zachorowała. Kiedy partner postanowił założyć własny biznes, Julia wspierała go również finansowo. Postanowili zastawić własny dom, aby skredytować rozwój firmy, która ostatecznie zbankrutowała, co miało bardzo niekorzystny wpływ na zdrowie mężczyzny. Dwa lata później Andriej zmarł na chorobę serca. Julija została z dużym długiem. Dzięki pomocy przyjaciół i kolegów udało jej się spłacić kredyt.

## Filmografia
- 1989: Porwanie czarodzieja – Anna Mazurkiewicz / księżniczka Magdalena
- 1990: Zmierzch – Marusia
- 1993: Biały koń – wielka księżna Maria Mikołajewna Romanowa
- 2005: Mistrz i Małgorzata – kobieta myjąca się pod prysznicem (rola epizodyczna)
- 2007: Wrogowie – Natalia
- 2010: Katarzyna – Tania, żona Mirona Aleksiejewicza (z domu Owsiankina)
- 2012: Niebiańskie żony Łąkowych Maryjczyków – Oropti
- 2013: Miejsca intymne – Ludmiła Pietrowna
- 2014: Katarzyna – Elżbieta Romanowa
- 2014: Ładoga – Jelena Kulasowa
- 2015: Metoda – prezydent miasta Michajłowska
- 2016: Uczeń – Inga Jużyna, matka Wieniamina
- 2016: Dotyk wiatru – Julia
- 2018: Mała towarzyszka – Ludmiła
- 2018: Rosyjski bies – Aleksandra Stepanowna Truszkina
- 2018: Anioł ma anginę
- 2018: Lato – Anna Aleksandrowna
- 2019: Komik – Olga, kobieta z książką
- 2019: W kapsztadzkim porcie
- 2020: Maraton pragnień – Ludmiła, mama Loszy
- 2020: Doktor Liza – ordynator Jelena Aleksandrowna
- 2020: Projekt Anna Nikołajewna – Tatiana, była żona Gałuzy
- 2020: Psychol – Nadieńka, pielęgniarka
- 2020: Nadieżda – Polina Edwardowna, psycholog
- 2020: Miłość bez rozmiaru – Tatiana Siergiejewna
- 2020: Pasażerowie – Ludmiła, sędzia
- 2021: Akademik – Botowa

## Nagrody i wyróżnienia
- 2007 – nagroda  w kategorii „Najlepsza aktorka” na Festiwalu Filmowym „Bałtyckie Debiuty” w Swietłogorsku za rolę w filmie „Wrogowie”[10].
- 2013 – nagroda w kategorii „Najlepszy reżyser” na II Międzyregionalnym Festiwalu „Teatralny AtomGrad” za spektakl „Frontnowiczka” (ros. Фронтовичка)[10].
- 2014 – nagroda w kategorii „Najlepsza rola kobieca” na Otwartym Rosyjskim Festiwalu Filmowym „Kinotawr” w Soczi – za rolę w filmie „Miejsca intymne”[10].
- 2014 – nagroda Rosyjskiej Gildii Filmologów i Krytyków Filmowych „Biały Słoń” w kategorii „Najlepsza aktorka drugoplanową” – za rolę w filmie „Miejsca intymne”[10].
- 2015 – Nagroda Branży Telewizyjnej „TEFI” w kategorii „Najlepsza aktorka filmu / serialu telewizyjnego” – za rolę w serialu telewizyjnym „Katarzyna”[11].
- 2017 – nagroda Nika w kategorii „Najlepsza kobieca rola drugoplanowa” – za rolę w filmie „Uczeń”[12].
- 2021 – nominacja do Najwyższej Nagrody Teatralnej Sankt Petersburga „Złoty Sufit” w kategorii „Najlepsza rola kobieca” – za rolę matki w spektaklu „Oto cała ona” (ros. Это всё она) w reżyserii Aleksandra[13].